# Albiac (Lot)
Albiac település Franciaországban, Lot megyében. Lakosainak száma 88 fő (2022. január 1.). Albiac Aynac, Bio, Issendolus, Saignes és Thémines községekkel határos.

## Népesség
A település népességének változása:
| Lakosok száma | 77   | 72   | 60   | 77   | 92   | 79   | 70   | 64   | 72   | 88   |
|               | 1968 | 1982 | 1990 | 2006 | 2013 | 2015 | 2017 | 2019 | 2020 | 2022 |